# Mária Korenčiová
Mária Korenčiová (* 27. April 1989 in Bratislava) ist eine slowakische Fußballtorhüterin.

## Karriere

### Vereine
Korenčiová debütierte bereits im Alter von 16 Jahren in der höchsten slowakischen Frauenfußballliga für den ŠK Slovan Bratislava und wurde in der Saison 2010/2011 deren Spielratsvorsitzende und Spielführerin. Nach zwei Spielzeiten wechselte sie im Dezember 2012 ablösefrei nach Tschechien zum SK Slavia Prag. Nach nur einem halben Jahr gab sie am 19. Juli 2013 ihren Wechsel zum deutschen Zweitligisten SC Sand bekannt. Ihr Debüt gab sie am 8. Dezember 2013 (11. Spieltag) beim 7:1-Sieg im Heimspiel gegen den SC 07 Bad Neuenahr mit Einwechslung zur zweiten Halbzeit. Am Saisonende stieg sie mit der Mannschaft als Tabellenzweiter in die Bundesliga auf. Am 12. Juni 2016 unterschrieb Korenčiová in der Schweiz beim FC Neunkirch. In der Saison 2016/2017 holte sie mit dem FC Neunkirch das Double, aus Meisterschaft und Pokal, bevor Neunkirch sein Spielbetrieb im Mai 2017 einstellte. Korenčiová unterschrieb daher am 23. Juni 2017 erneut in der deutschen Frauen-Bundesliga, diesmal beim SC Freiburg. 2018 schloss sie sich dem AC Mailand an, es folgte im Winter 2022 der Wechsel zur UD Levante und im Sommer 2022 zur SSD FC Como Women.

### Nationalmannschaft
Nachdem Korenčiová von 2005 bis 2008 für die U-19-Nachwuchsmannschaft zum Einsatz gekommen war, debütierte sie am 2. März 2011 in der A-Nationalmannschaft, die in Kattowitz mit 3:1 gegen die Auswahl Polens gewann.
Am 26. Oktober 2021 bestritt sie im WM-Qualifikationsspiel gegen Georgien ihr 100. Länderspiel.
In der Qualifikation für die EM 2025 kam sie in den sechs Gruppenspielen zum Einsatz. Die Slowakinnen qualifizierten sich als Gruppendritte für die Play-offs, wo sie an Wales scheiterten, wobei sie ebenfalls eingesetzt wurde. Danach kam sie noch nicht wieder zum Einsatz.

## Erfolge
Slowakische Meisterin 2010/2011, 2011/2012

## Auszeichnungen
- 2020: Fußballerin des Jahres der Slowakei